# مزرعه اسپروزیان
مزرعه اسپروزیان یک منطقهٔ مسکونی در ایران است که در دهستان رودبار (دامغان) واقع شده‌است.